# ジョス・クリステンセン
ジョス・クリステンセン（Joss Christensen、1991年12月10日 - ）は、アメリカ合衆国ユタ州ソルトレイクシティ出身のフリースキーヤー。スロープスタイルの競技者ロシアのソチで開催されたソチオリンピックではスロープスタイルで金メダルに輝く。

## 生い立ち
2002年ソルトレークシティオリンピックが開かれた、ユタ州ソルトレイクシティにある小さな都市パークシティで生まれ育った。

## 戦歴
2014年ソチオリンピックではスロープスタイルで金メダル。
2015年に開催されたエックスゲームズではスロープスタイル種目でシルバーメダル。
- エックスゲームズ2015  スキースロープスタイル 2位
- エックスゲームズ2014  スキースロープスタイル 6位
- エックスゲームズ2013  スキースロープスタイル 8位

## AFPランキング
- 2014 スキースロープスタイル  6位
- 2014 種目総合 8位
- 2013 種目総合 5位
- 2012 種目総合 4位

## スポンサー
- フィッシャー
- オークリー
- Giro
- Park City Mountain Resort
- ロックスター